# (5237) Yoshikawa
(5237) Yoshikawa es un asteroide perteneciente al cinturón de asteroides, descubierto el 26 de octubre de 1990 por Takeshi Urata desde el Observatorio de Nihondaira, Shimizu-ku, Japón.

## Designación y nombre
Designado provisionalmente como 1990 UF3. Fue nombrado Yoshikawa en homenaje a Katsunori Yoshikawa, propietario de la tierra en la que se encuentra ubicado el Observatorio de Nihondaira, una de las áreas productoras de té verde en Japón.

## Características orbitales
Yoshikawa está situado a una distancia media del Sol de 2,240 ua, pudiendo alejarse hasta 2,453 ua y acercarse hasta 2,027 ua. Su excentricidad es 0,095 y la inclinación orbital 5,139 grados. Emplea 1225,02 días en completar una órbita alrededor del Sol.

## Características físicas
La magnitud absoluta de Yoshikawa es 13,4. Tiene 14 km de diámetro y su albedo se estima en 0,0587.